# Mount Chown
Mount Chown är ett berg i Kanada.   Det ligger i provinsen Alberta, i den centrala delen av landet, 3 200 km väster om huvudstaden Ottawa. Toppen på Mount Chown är 3 289 meter över havet.
Terrängen runt Mount Chown är bergig åt sydost, men åt nordväst är den kuperad. Mount Chown är den högsta punkten i trakten. Trakten runt Mount Chown är nära nog obefolkad, med mindre än två invånare per kvadratkilometer.. Det finns inga samhällen i närheten. 
Trakten runt Mount Chown är permanent täckt av is och snö.